# Giữ sạch lưới
Giữ sạch lưới (tiếng Anh: shutout hay clean sheet) là một thuật ngữ sử dụng trong thể thao đồng đội, trong đó một đội ngăn cản đối phương không ghi bất cứ điểm nào. Mặc dù có mặt trong hầu hết các môn thể thao lớn, thuật ngữ này lại không khả dụng trong một vài trường hợp, ví dụ như bóng rổ.
Giữ sạch lưới có thể là kết quả của việc phòng thủ hiệu quả. Trong những môn thể thao đề cao cá nhân, đặc biệt là thủ môn trong bóng đá thường được theo dõi thống kê qua số lần giữ sạch lưới, còn những cầu thủ khác thì không.